# Tatiana Ungaretti Paleo Konno
Tatiana Ungaretti Paleo Konno (1971) es una botánica, curadora, y profesora brasileña.
En la actualidad, desarrolla actividades académicas e investigativas como profesora asociada de la Universidad Federal de Río de Janeiro, UFRJ- Campus- Macae Prof. Aluisio Teixeira, ubicada en el Centro de Investigación en Ecología y Desarrollo Socioambiental Macaé (NUPEM / UFRJ), y además es investigadora en el Museo Nacional de Brasil, desde 2006.
En 1991, obtuvo el diploma de Ciencias Biológicas, por la Universidad Santa Úrsula (Botafogo, RJ; para obtener la maestría en Biología Vegetal por la Universidad Federal de Río de Janeiro, defendió la tesis Asclepiadaceae R.Br. das restingas do Estado do Rio de Janeiro,, en 1997; y, el doctorado por la Universidad de São Paulo, en 2005, defendiendo la tesis: Ditassa R.Br. (Apocynaceae: Asclepiadoideae) en el Brasil,.

## Algunas publicaciones
- patrícia l. Ribeiro, a. Rapini, uiara c.s. Silva, tatiana u.p. Konno, leilton s. Damascena, cássio van den Berg. 2012. Spatial analyses of the phylogenetic diversity of Minaria (Apocynaceae): assessing priority areas for conservation in the Espinhaço Range, Brazil. Systematics and Biodiversity 10: 317-331
- c.n. Matozinhos, tatiana u.p. Konno. 2011. A new species of Macroditassa (Apocynaceae: Asclepiadoideae) from Minas Gerais, Brazil. Systematic Botany 36: 137-140
- -----------------------, ---------------------------. 2011. Diversidade taxonômica de Apocynaceae na Serra Negra, MG, Brasil. Hoehnea (São Paulo) 38: 569-595
- n.l. Abreu, l. menini Neto, tatiana u.p. Konno. 2011. Orchidaceae das Serras Negra e do Funil, Rio Preto Minas Gerais e similaridade florística entre formações campestres e florestais do Brasil. Acta Botanica Brasílica 25: 58-70
- j.f. Pereira, m.a. Farinaccio, tatiana u.p. Konno. 2011. Asclepiadaceae (Apocynaceae). En Checklist das Spermatophyta do Estado de São Paulo, Brasil. Biota Neotropica (edición en portugués). Biota Neotropica (ed. en portugués) 11: 209-212-212

### Capítulos de libros
- j.f. Pereira, tatiana u.p. Konno, m.a. Farinaccio. 2005. Asclepiadaceae. En: Maria das Graças Lapa Wanderley, Ana Maria Giulietti, George Shepherd, Therezinha Melhem (orgs.) Flora Fanerogâmica do Estado de São Paulo. São Carlos, vol. 4, pp. 93-156
- tatiana u.p. Konno. 2003. Asclepiadaceae - Ditassa. En: T. B. Cavalcanti; A. E. Ramos (orgs.) Flora do Distrito Federal. Brasília: Embrapa Recursos Genéticos e Biotecnologia, vol. 3, pp. 83-88
- ---------------------------. 2003. Revision of 199 taxa od Asclepiadaceae (Apocynaceae-Asclepiadoideae). En: C.F.L. Gamarra-Rojas; A.C. Mesquita; C. Sothers; S.J. Mayo; M.R.V. Barbosa (orgs.) Checklist das Plantas do Nordeste. Recife: Centro Nordestino de Informações sobre Plantas (CNIP)
- j.f. Pereira, tatiana u.p. Konno. 2001. Asclepiadaceae. En: Andrea F. Costa; Izabel C. Dias (orgs.) Flora do Parque Nacional de Jurubatiba e arredores, Rio de Janeiro, Brasil: listagem florística e fitogeografia. Rio de Janeiro: Museu Nacional do Rio de Janeiro, pp. 34-36

### Revisiones de ediciones
- 2006 - 2006, Periódico: Novon (Saint Louis)
- 2008 - 2008, Periódico: Pharmaceutical Biology
- 2008 - 2008, Periódico: Rodriguesia
- 2008 - 2008, Periódico: Hoehnea (São Paulo)
- 2010 - actual, Periódico: Natural Product Communications

## Membresías
- de la Sociedad Botánica del Brasil[7]
- Plantas do Nordeste[8]